# 2-й округ департамента Приморская Сена
2-й избирательный округ департамента Приморская Сена включает пятьдесят восемь коммун округа Руан и тридцать одну коммуну округа Дьеп. Общая численность избирателей, включенных в списки для голосования в 2012 г. — 91 521 чел.
Действующим депутатом Национального собрания по 2-му округу является Франсуаза Гего (Françoise Guégot, Республиканцы (Союз за народное движение)).
|  | Начало срока      | Конец срока       | Депутат         | Партия                         |
|  | ----------------- | ----------------- | --------------- | ------------------------------ |
|  | 18 июня 2012 г.   | н/вр              | Франсуаза Гего  | Союз за народное движение      |
|  | 20 июня 2007 г.   | 17 июня 2012 г.   | Франсуаза Гего  | Союз за народное движение      |
|  | 19 июня 2002 г.   | 19 июня 2007 г.   | Пьер Альбертини | Союз за французскую демократию |
|  | 12 июня 1997 г.   | 18 июня 2002 г.   | Пьер Альбертини | Союз за французскую демократию |
|  | 02 апреля 1993 г. | 21 апреля 1997 г. | Пьер Альбертини | Союз за французскую демократию |
|  | 23 июня 1988 г.   | 01 апреля 1993 г. | Доминик Гамбье  | Социалистическая партия        |

## Результаты выборов
Выборы депутатов Национального собрания 2012 г.:
|                | Кандидат             | Партия                    | Первый тур | Первый тур     | Второй тур | Второй тур |
| Кол-во голосов | Кандидат             | Партия                    | % голосов  | Кол-во голосов | % голосов  |            |
| -------------- | -------------------- | ------------------------- | ---------- | -------------- | ---------- | ---------- |
|                | Франсуаза Гего       | Союз за народное движение | 20 144     | 36,83          | 27 635     | 52,23      |
|                | Вероник Муане        | Партия зеленых            | 19 563     | 2,66           | 25 275     | 47,77      |
|                | Элизабет Лаланн де О | Национальный фронт        | 7 819      | 14,30          |            |            |
|                | Кристиан Готье       | Левый фронт               | 3 422      | 6,26           |            |            |
|                | Ален Тернисьян       | Новый центр               | 2 110      | 3,86           |            |            |
|                | Франсуа Пуантель     | Прочие правые             | 765        | 1,42           |            |            |
| Прочие         | Прочие               | Прочие                    |            | менее 1 %      |            |            |

Выборы депутатов Национального собрания 2007 г.:
|                | Кандидат              | Партия                    | Первый тур | Первый тур     | Второй тур | Второй тур |
| Кол-во голосов | Кандидат              | Партия                    | % голосов  | Кол-во голосов | % голосов  |            |
| -------------- | --------------------- | ------------------------- | ---------- | -------------- | ---------- | ---------- |
|                | Франсуаза Гего        | Союз за народное движение | 18 480     | 33,66          | 27 311     | 51,24      |
|                | Франсуа Зимере        | Социалистическая партия   | 16 607     | 30,25          | 25 994     | 48,76      |
|                | Паскаль Уброн         | Демократическое движение  | 9 270      | 16,88          |            |            |
|                | Стефани Талеб-Траншар | Партия зеленых            | 2 444      | 4,45           |            |            |
|                | Анн Довернь           | Национальный фронт        | 2 105      | 3,67           |            |            |
|                | Клодин Дюваль         | Коммунистическая партия   | 1 565      | 2,85           |            |            |
|                | Кристин Гоше          | Крайне левые              | 1 548      | 2,82           |            |            |
|                | Бернар Дюжарден       | Движение за Францию       | 916        | 1,67           |            |            |
|                | Рашель Эбер Лафонтен  | Крайне левые              | 665        | 1,21           |            |            |
| Прочие         | Прочие                | Прочие                    |            | менее 1 %      |            |            |